# Кљачани
Кљачани (слч. Kľačany) су насељено мјесто са административним статусом сеоске општине (слч. obec) у округу Хлоховец, у Трнавском крају, Словачка Република.

## Становништво
| Година:    | 1994. | 2004.   | 2014.   | 2024.   |
| ---------- | ----- | ------- | ------- | ------- |
| Број људи: | 954   | 976     | 1064    | 1143    |
| Разлика:   |       | +2,30 % | +9,01 % | +7,42 % |

| Година:    | 2023. | 2024.   |
| ---------- | ----- | ------- |
| Број људи: | 1145  | 1143    |
| Разлика:   |       | -0,17 % |

Према подацима о броју становника из 2024. године насеље је имало 1143 становника.